# Котов, Иван Ильич
Иван Ильич Котов (1925, Краснодарский край — 27 марта 1944, Николаев) — участник десанта Ольшанского, автоматчик роты автоматчиков 384-го отдельного батальона морской пехоты Одесской военно-морской базы Черноморского флота, матрос. Герой Советского Союза (1945).

## Биография
Родился в 1925 году в станице Раевская Анапского района Краснодарского края в семье крестьянина. Русский. Окончил семилетнюю школу. Работал в колхозе.
С августа 1942 года по сентябрь 1943 года находился на оккупированной противником территории. После освобождения района от фашистов осенью 1943 года был призван в Военно-Морской флот.
В феврале 1944 года после прохождения учебного подразделения матрос Котов был направлен на должность автоматчика в 384-й отдельный батальон морской пехоты Черноморского флота. Участвовал в освобождении посёлков Херсонской области Александровка, Богоявленское (ныне Октябрьский) и Широкая Балка.

## Подвиг
Во второй половине марта 1944 года войска 28-й армии начали бои по освобождению города Николаева. Чтобы облегчить фронтальный удар наступающих, было решено высадить в порт Николаев десант. Из состава 384-го отдельного батальона морской пехоты выделили группу десантников под командованием старшего лейтенанта Константина Ольшанского. В неё вошли 55 моряков, 2 связиста из штаба армии и 10 сапёров. Проводником пошёл местный рыбак Андреев. Одним из десантников был матрос Котов.
Двое суток отряд вёл кровопролитные бои, отбил 18 ожесточённых атак противника, уничтожив при этом до 700 солдат и офицеров врага. Во время последней атаки фашисты применили танки-огнемёты и отравляющие вещества. Но ничто не смогло сломить сопротивление десантников, принудить их сложить оружие. Они с честью выполнили боевую задачу.
28 марта 1944 года советские войска освободили Николаев. Когда наступающие ворвались в порт, им предстала картина происшедшего здесь побоища: разрушенные снарядами обгорелые здания, более 700 трупов фашистских солдат и офицеров валялись кругом, смрадно чадило пожарище. Из развалин конторы порта вышло 6 уцелевших, едва державшихся на ногах десантников, ещё 2-х отправили в госпиталь. В развалинах конторы нашли ещё четверых живых десантников, которые скончались от ран в этот же день. Пали все офицеры, старшины, сержанты и многие краснофлотцы. Погиб и матрос И. И. Котов.
Похоронен в братской могиле в городе Николаев в сквере 68-ми десантников.
Весть об их подвиге разнеслась по всей армии, по всей стране. Верховный Главнокомандующий приказал всех участников десанта представить к званию Героя Советского Союза.
Указом Президиума Верховного Совета СССР от 20 апреля 1945 года за образцовое выполнение боевых заданий командования на фронте борьбы с немецкими захватчиками и проявленные при этом отвагу и геройство матросу Котову Ивану Ильичу было присвоено звание Героя Советского Союза (посмертно).
Награждён орденом Ленина.

## Память

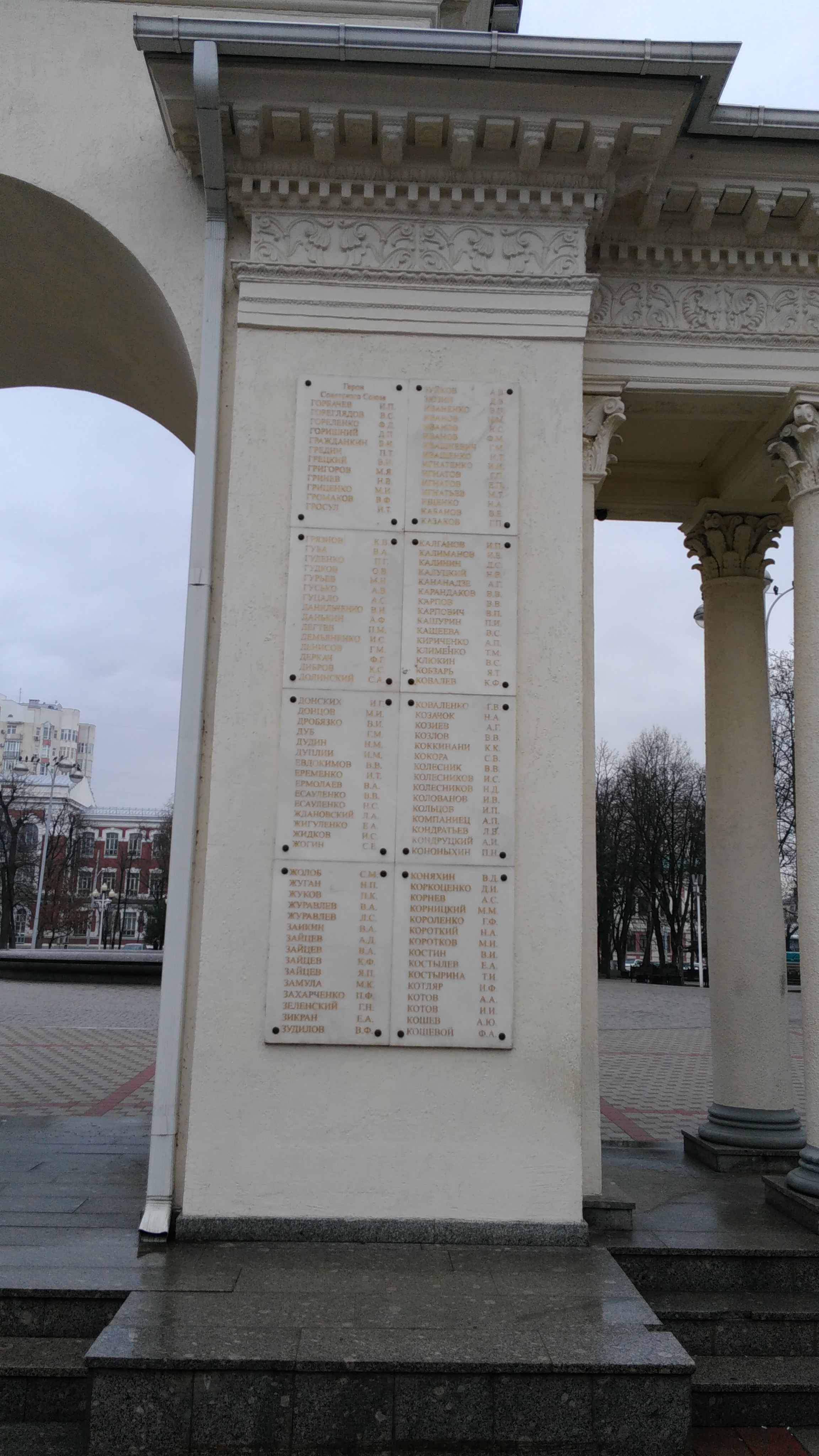
Имя Героя на мемориальной арке в Краснодаре. (Г-К)

- Имя Героя увековечено на мемориальной арке в Краснодаре.
- Имя Героя высечено золотыми буквами в зале Славы Центрального музея Великой Отечественной войны в Парке Победы города Москвы.
- На могиле героя установлен надгробный памятник.
- Их именем названа улица города, открыт Народный музей боевой славы моряков-десантников.
- В Николаеве в сквере имени 68-ми десантников установлен памятник.
- В посёлке Октябрьском на берегу Бугского лимана, откуда уходили на задание десантники, установлена мемориальная гранитная глыба с памятной надписью.
- В станице Раевской у школы № 24 , Герою Котову Ивану Ильичу установлен бюст.